# 2006年足球
请参看：
- 丙戌年（狗年）
- 2006年电影
- 2006年文学
- 2006年音乐
- 2006年体育
- 2006年电视
- 香港2006年
- 逝世公告

以下記載著2006年世界各地有關足球的重要事件，包括曾經發生過的大事和國際性賽事、各地聯賽及盃賽冠軍、球員獎項、退役名將以及逝世球員。

## 大事紀

### 1月至3月
- 1月1日 – 澳洲正式脫離大洋洲足協加入亞洲足協。
- 1月11日 – 迪比亞路在一場意大利盃比賽中上演帽子戲法，打破名宿詹迪比亞路·博尼佩爾蒂(Giampiero Boniperti)182球的紀錄成為祖雲達斯歷史上入球最多的球員。
- 1月17日 – 2008年歐洲國家盃外圍賽進行分組賽抽籤。
- 2月8日 – 土耳其國家足球隊就去年11月16日一場世界盃外圍賽主場對瑞士，賽後雙方球員發生暴力衝突，最後處罰土耳其在2008年歐洲國家盃外圍賽的6場主場比賽中改為中立地點閉門進行。
- 2月10日 – 非洲國家盃決賽，主辦國埃及於十二碼階段以四比二擊敗科特迪瓦第五度稱霸。
- 3月5日 – 悉尼奪得取代了舊有的全國足球聯賽而新成立的首屆澳大利亚足球甲级联赛冠軍。

### 4月至6月
- 4月5日 – 些路迪第四十次贏得蘇格蘭超級足球聯賽冠軍。
- 4月9日 – PSV燕豪芬第十九次贏得荷蘭足球甲级联赛冠軍，連續第二年奪標。
- 4月22日 – 紐卡素隊長舒利亞受傷三星期，因此決定提前退休。
- 4月29日 – 車路士成功衛冕英格蘭超級聯賽冠軍。
- 5月 – 意大利球壇爆出意甲聯賽假波案，應屆聯賽冠軍祖雲達斯涉嫌安排球證操縱比賽結果，另外AC米蘭、費倫天拿、拉素和里賈納被指涉嫌造假。
- 5月10日 – 西維爾以四比零擊敗米杜士堡奪得歐洲足協盃冠軍。
- 5月12日 – 利物浦於互射點球中取勝，擊敗贏得英格蘭足總盃冠軍。
- 5月13日 – 拜仁慕尼黑連續第二年奪得德國甲組足球聯賽冠軍。
- 5月14日 – 尤文图斯以2:0擊敗，再度蟬聯意大利甲組聯賽聯賽冠軍。
- 5月15日 – 拜仁慕尼黑兼德國國家足球隊中場核心球員自由轉會加盟英格蘭球會，周薪高達十三萬磅成為英超球會最高薪酬的足球員。
- 5月17日 – 巴塞隆拿以二比一反勝阿仙奴第二度奪得欧洲足球联合会冠军联赛冠軍。
- 5月31日 – AC米蘭王牌射手離開球隊加盟英格蘭球會。
- 6月3日 – 2006年世界野盃決賽，北賽普勒斯在十二階段以四比一擊敗直布羅陀奪冠。
- 6月9日 – 第十八屆世界盃決賽週開幕，揭幕戰主辦國德國以四比二戰勝哥斯達黎加。
- 6月22日 – 德國世界盃決賽週分組賽，澳洲對克羅地亞比賽中，英格蘭球證向施蒙歷一場內出示三面黃牌，成為世界盃史上的首次。
- 6月25日 – 德國世界盃決賽週十六強賽，為葡萄牙對荷蘭擔任球證的艾雲諾夫，先後比賽中出示4張紅牌和16張黃牌，總共牽涉雙方共十二名球員，創下了世界盃中發出牌數最多的球賽以及最多紅牌出現的球賽。

### 7月至9月
- 7月3日 – 希臘政府因干預足球協會運作，被國際足協禁止參加所有國際足球賽事，但12日後禁賽令獲取消。
- 7月6日 – 前祖雲達斯主教练加盟皇家馬德里。
- 7月9日 – 第十八屆世界盃決賽週決賽，意大利在互射十二碼階段以五比三擊敗法國第四度奪冠。比賽中施丹因用頭撞馬特拉斯胸部而被領紅牌離場。
- 7月14日 – 意甲聯賽假波案作出判決，祖雲達斯被降入乙組作賽並預扣30分，各間球會均分別受到扣分，禁止參加來季歐洲賽事，褫奪聯賽冠軍等不同判決，但事後各間球會上訴後分別獲得減刑。
- 7月24日 – 協助巴西奪得九四年世界盃冠軍及九八年世界盃亞軍兼隊長鄧加正式委任為新任巴西國家隊教練
- 8月16日 – 南美自由盃決賽次回合，國際體育會與聖保羅賽和二比二，合計首回合國際體育會以二比一擊敗對方，前者總比數四比三首度桂冠。
- 9月24日 – 前烏拉圭國家隊球員達里奧施華（Dario Silva）發生嚴重車禍，意外被迫切除一雙腳。

### 10月至12月
- 10月25日 – 肯亞政府因無法把兩個足協統一而遭國際足協作出無限期停賽。
- 11月23日 – 伊朗政府干涉足球協會運作，被國際足協禁止參加所有國際足球賽事。
- 11月27日 – 意大利國家足球隊隊長法比奥·卡纳瓦罗以173分擊敗隊友保方及法國的亨利，當選今屆歐洲足球先生。
- 12月12日 – 巴西足球總會正式向國際足協提交主辦2014年世界盃足球賽的申請。
- 12月13日及15日 – 多哈亞運會女子足球比賽決賽，北韓於十二碼階段以四比二擊敗日本。2日後，男子足球比賽決賽主辦國卡達以一比零擊敗伊拉克首獲金牌。
- 12月17日 – 南美代表國際體育會於世界冠軍球會盃決賽以一比零擊敗歐洲代表巴塞隆拿首度成為世界冠軍。
- 12月18日 – 簡拿華路以498分奪得世界足球先生，亦是獎項成立以來首位獲獎的後衛。

## 各地聯賽及盃賽冠軍

### 亞洲（AFC）
| 國家     | 聯賽冠軍                            | 盃賽冠軍                               |
| -------- | ----------------------------------- | -------------------------------------- |
| 中国     | 超級聯賽：山東魯能                  | 足總盃：山東魯能                       |
| 中華臺北 |                                     |                                        |
| 香港     | ：愉園                              | 足總盃：晨曦                           |
| 日本     | 甲組聯賽：浦和紅鑽 乙組聯賽：橫濱FC | 日皇盃：浦和紅鑽 聯賽盃：古河市原·千葉 |
|          | ：城南一和                          | 足總盃：全南龍                         |
| 新加坡   | ：新加坡武裝部隊FC                  | 新加坡杯：淡濱尼流浪                   |

### 中北美及加勒比海地區（CONCACAF）
| 國家   | 聯賽冠軍                 | 盃賽冠軍           |
| ------ | ------------------------ | ------------------ |
| 加拿大 |                          |                    |
| 墨西哥 |                          |                    |
| 美国   | 職業大聯盟：侯斯頓戴拿模 | 公開賽：芝加哥火燄 |

### 南美洲（CONMEBOL）
| 國家   | 聯賽冠軍                                  | 盃賽冠軍         |
| ------ | ----------------------------------------- | ---------------- |
| 阿根廷 | 春季聯賽：小保加 秋季聯賽：拉普拉塔大學生 |                  |
| 巴西   | 甲組聯賽：聖保羅                          | 巴西盃：法林明高 |

### 歐洲（UEFA）
| 國家       | 聯賽冠軍                                            | 盃賽冠軍                                   |
| ---------- | --------------------------------------------------- | ------------------------------------------ |
| 阿尔巴尼亚 | ：愛巴薩尼                                          | 阿爾巴尼亞盃：地拉那                       |
| 安道尔     | ：FC流浪                                            | 安道爾盃：聖達哥林瑪                       |
| 亞美尼亞   |                                                     |                                            |
| 奥地利     | 超級聯賽：奧地利維也納                              | 奧地利盃：奧地利維也納                     |
|            |                                                     |                                            |
| 白俄羅斯   |                                                     |                                            |
| 比利时     | ：安德列治                                          | 比利時盃：華雷根                           |
|            |                                                     |                                            |
| 保加利亚   | ：索菲亞利夫斯基                                    | 保加利亞盃：索菲亞中央陸軍                 |
|            |                                                     |                                            |
| 賽普勒斯   |                                                     |                                            |
| 捷克       | ：利巴域                                            | 捷克盃：布拉格斯巴達                       |
| 丹麦       | 超級聯賽：哥本哈根                                  | 丹麥盃：朗德斯                             |
| 英格兰     | 超級聯賽： 冠軍聯賽：雷丁 ：修安聯 乙組聯賽：卡素爾 | 足總盃：利物浦 聯賽盃：曼聯 社區盾：利物浦 |
| 爱沙尼亚   |                                                     |                                            |
| 法罗群岛   |                                                     |                                            |
| 芬兰       | 超級聯賽：                                          | 芬蘭盃：赫爾辛基                           |
| 法國       | ：里昂 ：                                           | 法國盃：巴黎聖日門 聯賽盃：南錫            |
|            |                                                     |                                            |
| 德国       | ：拜仁慕尼黑 ：波琴                                 | 德國盃：拜仁慕尼黑 聯賽盃：雲達不萊梅      |
| 希腊       | ：奧林匹亞高斯                                      | 希臘盃：奧林匹亞高斯                       |
| 匈牙利     | ：                                                  | 匈牙利盃：費倫斯華路士                     |
| 冰島       |                                                     |                                            |
| 爱尔兰     |                                                     |                                            |
| 以色列     |                                                     |                                            |
| 義大利     | ：國際米蘭 ：亞特蘭大                               | 意大利盃：國際米蘭 超級盃：國際米蘭        |
|            |                                                     |                                            |
| 拉脫維亞   |                                                     |                                            |
| 列支敦斯登 |                                                     |                                            |
| 立陶宛     |                                                     |                                            |
| 盧森堡     |                                                     |                                            |
| 北馬其頓   |                                                     |                                            |
| 馬爾他     |                                                     |                                            |
| 摩尔多瓦   |                                                     |                                            |
| 荷蘭       | ：PSV燕豪芬                                         | 荷蘭盃：阿積士                             |
| 北爱尔兰   |                                                     |                                            |
| 挪威       | 超級聯賽：洛辛堡                                    | 挪威盃：費德列斯達                         |
| 波蘭       | ：華沙萊吉亞                                        | 波蘭盃：華沙普洛克                         |
| 葡萄牙     | 超級聯賽：波圖                                      | 葡萄牙盃：波圖                             |
| 羅馬尼亞   |                                                     |                                            |
| 俄羅斯     | 超級聯賽：莫斯科中央陸軍                            | 俄羅斯盃：莫斯科中央陸軍                   |
| 圣马力诺   |                                                     |                                            |
| 苏格兰     | 超級聯賽：                                          | 蘇格蘭杯： 聯賽盃：                        |
| 塞爾維亞   |                                                     |                                            |
| 斯洛伐克   |                                                     |                                            |
| 斯洛維尼亞 |                                                     |                                            |
| 西班牙     | ：巴塞罗那 ：維爾瓦                                 | 國王盃：愛斯賓奴 超級盃：巴塞隆拿          |
| 瑞典       | 超級聯賽：                                          | 瑞典盃：赫爾辛堡                           |
| 瑞士       | 超級聯賽：蘇黎世                                    | 瑞士盃：錫昂                               |
| 土耳其     | 超級聯賽：加拉塔沙雷                                | 土耳其盃：比錫達斯                         |
| 乌克兰     |                                                     |                                            |
|            |                                                     |                                            |

## 國際性賽事

### 球會級別賽事
| 賽事               | 賽事                       | 決賽舉行地點       | 冠軍               | 亞軍                                              | 決賽比數                          |
| ------------------ | -------------------------- | ------------------ | ------------------ | ------------------------------------------------- | --------------------------------- |
| 世界               | 世界冠軍球會盃             | 日本橫濱，日產球場 | 國際體育會         | 巴塞隆拿                                          | 1 - 0                             |
| 歐洲               |                            |                    |                    |                                                   |                                   |
|                    | 法國巴黎，法蘭西球場       | 巴塞隆拿           | 阿仙奴             | 2 - 1                                             |                                   |
|                    | 荷蘭燕豪芬，飛利浦大球場   | 西班牙             | 米杜士堡           | 4 - 0                                             |                                   |
| 歐洲超霸盃         | 法國摩納哥，路易二世體育場 | 西維爾             | 巴塞隆拿           | 3 - 0                                             |                                   |
| 南美洲             | 南美自由盃                 | 決賽採用主客制進行 | 國際體育會         | 聖保羅                                            | 4 - 3                             |
| 南美洲             | 南美球會盃                 | 決賽採用主客制進行 | 帕丘卡             | 高魯高魯                                          | 3 - 2                             |
| 南美洲             | 南美超級盃                 | 決賽採用主客制進行 | 小保加             | 聖保羅                                            | 4 - 3（首回合2 - 1，次回合2 - 2） |
| 中北美洲           |                            |                    |                    |                                                   |                                   |
| 中北美聯賽冠軍盃   | 決賽採用主客制進行         | 亞美利加           | 托卢卡             | 2 - 1<（首回合0 - 0，次回合0 - 0， 加時2 - 1）    |                                   |
| 中美洲球會錦標賽   | 決賽採用主客制進行         | 普塔雷纳斯         | 奧林比亞體育會     | 3 - 3（首回合3 - 2，次回合0 - 1， 十二碼3 - 1）   |                                   |
| 加勒比海球會錦標賽 | 千里達及托巴哥，Marabella  | 干尼克迅           | 查布羅特           | 1 - 0                                             |                                   |
| 亞洲               |                            |                    |                    |                                                   |                                   |
| 亞洲聯賽冠軍盃     | 決賽採用主客制進行         | 全北現代汽車       | 艾卡拉馬           | 3 - 2（首回合2 - 0，次回合1 - 2）                 |                                   |
| 亞洲足協盃         | 決賽採用主客制進行         | 阿爾費薩里         | 阿爾慕哈瑞克       | 5 - 4（首回合3 - 0，次回合2 - 4）                 |                                   |
| 亞洲足協會長盃     | 马来西亚古晉               | 納倫多多伊迪納摩   | 瓦赫什             | 2 - 1（1 - 1，加時2 - 1）                         |                                   |
| 非洲               |                            |                    |                    |                                                   |                                   |
| 非洲聯賽冠軍盃     | 決賽採用主客制進行         | 艾哈利             | 史法克斯           | 2 - 1（首回合1 - 1，次回合1 - 0）                 |                                   |
| 非洲足球聯合會盃   | 決賽採用主客制進行         | 沙希爾星隊         | 拉巴特皇家武裝力量 | 1 - 1（首回合1 - 1，次回合0 - 0，憑作客入球勝出） |                                   |
| 非洲超級盃         | 埃及，開羅                 | 艾哈利             | 拉巴特皇家武裝力量 | 1 - 0（十二碼4 - 2）                              |                                   |
| 大洋洲             |                            |                    |                    |                                                   |                                   |
| 大洋洲聯賽冠軍盃   | 新西兰，Albany             | 奥克兰城           | AS Pirae           | 3 - 1                                             |                                   |

### 國家級
| 賽事     | 賽事                       | 決賽舉行地點           | 冠軍       | 亞軍      | 季軍      | 決賽比數               |
| -------- | -------------------------- | ---------------------- | ---------- | --------- | --------- | ---------------------- |
| 世界     | 國際足協世界盃             | 德国，柏林             | 義大利     | 法國      | 德国      | 1 - 1（十二碼：5 - 3） |
| 世界     | 世界野盃                   | 德国，漢堡             | 北塞浦路斯 | 桑給巴爾  | 直布羅陀  | 0 - 0（十二碼：4 - 1） |
| 非洲     | 非洲國家盃                 | 埃及，開羅             | 埃及       |           | 奈及利亞  | 0 - 0 十二碼：4 - 2    |
| 非洲     | 非洲女子足球錦標賽         | 奈及利亞，瓦里         | 奈及利亞   |           | 南非      | 1 - 0                  |
| 歐洲     | 歐洲21歲以下青年足球錦標賽 | 葡萄牙，波圖           | 荷蘭U21    | 烏克蘭U21 | 不設季軍  | 3 - 0                  |
| 歐洲     | 歐洲19歲以下青年足球錦標賽 | 波蘭，波茲南           | 西班牙U19  | 苏格兰U19 | 不設季軍  | 2 - 1                  |
| 歐洲     | 歐洲17歲以下青年足球錦標賽 | 盧森堡                 | 俄羅斯U17  | 捷克U17   | 西班牙U17 | 0 - 0 十二碼：5 - 3    |
| 南美洲   | 南美洲女子足球錦標賽       | 阿根廷，布宜諾斯艾利斯 | 阿根廷     | 巴西      | 乌拉圭    | 不設季軍               |
| 中北美洲 | 美洲女子金盃               | 美国，洛杉磯           | 美国       | 加拿大    | 墨西哥    | 2 - 1                  |
| 亞洲     | 亞洲運動會男子足球         | ，多哈                 |            | 伊拉克    | 伊朗      | 1 - 0                  |
| 亞洲     | 亞洲運動會女子足球         | ，多哈                 |            | 日本      | 中國      | 0 - 0（十二碼4 - 2）   |
| 亞洲     | 亞洲挑戰盃                 | ，達卡                 |            | 斯里蘭卡  | 不設季軍  | 4 - 0                  |
| 亞洲     | 亞洲女子足球錦標賽         | ，阿德萊德             | 中國       |           |           | 2 - 2（十二碼4 - 2）   |

## 逝世
- 3月12日：吉米·约翰斯通（Jimmy Johnstone）, 61歲，蘇格蘭球員，曾協助些路迪奪得1967年歐洲冠軍球會盃冠軍。
- 3月16日：譚江柏，94歲，1930年代中華民國國家代表隊成員，香港著名歌星譚詠麟的父親。
- 4月21日：泰萊·桑塔納（Telê Santana）, 74歲，巴西球員及領隊，曾兩度擔任巴西國家隊主教練。
- 9月4日：范察堤（Giacinto Facchetti）, 64歲，前意大利國家隊球員
- 9月30日：袁權韜, 62歲，香港足球運動員，前港隊成員，有「怪腳韜」之稱。
- 11月17日：普斯卡斯，79歲，匈牙利足球巨星，曾協助皇家馬德里三奪歐洲聯賽冠軍杯

## 退役
- （1986年至2006年，曾效力國際米蘭及阿仙奴的荷蘭前鋒）
- （1986年至2006年，曾效力拜仁慕尼黑的德國中場）
- 施蒙尼（1987年至2006年，曾效力國際米蘭及拉素的阿根廷中場）
- （1988年至2006年，曾效力布力般流浪及紐卡素英格蘭前鋒）
- （1988年至2006年，曾效力祖雲達斯及皇家馬德里的法國中場）
- （1988年至2006年，曾效力拜仁慕尼黑的法國後衛）
- （1988年至2006年，曾效力拉素及國際米蘭的南斯拉夫後衛）
- 艾錫（1996年至2006年，曾效力伯明翰城及李斯特城的土耳其中場）
- 中田英壽（1995年至2006年，曾效力羅馬及帕爾瑪的日本中場）

## 獎項

### 國際性
- 世界足球先生：簡拿華路（第一名），施丹（第二名），朗拿甸奴（第三名）
- 歐洲足球先生：簡拿華路（第一名），保方（第二名），亨利（第三名）
- 歐洲金靴獎：盧卡東尼
- 歐洲足球會獎
  - 最有價值球員：朗拿甸奴
  - 最佳門將：列文
  - 最佳後衛：佩奧爾
  - 最佳中場：迪高
  - 最佳前鋒：伊度奧
  - 最佳領隊：雲加
- 南美足球先生：Matías Fernández
- 亞洲足球先生：Khalfan Ibrahim(卡塔尔)
- 非洲足球先生：德罗巴
- 大洋洲足球先生：

### 國家性
- 英格兰
  - 英格蘭足球先生：亨利
  - PFA年度最佳青年球員：朗尼
  - PFA足球先生：謝拉特
- 苏格兰
  - 蘇格蘭PFA足球先生：馬隆尼
  - 蘇格蘭足球先生：C·哥頓
  - 蘇格蘭PFA年度最佳青年球員：馬隆尼
- 德国
  - 德國足球先生：高路斯
- 義大利
  - 義大利足球先生：簡拿華路
- 香港
  - 香港足球先生：歐偉倫
- 俄羅斯
  - 俄罗斯足球先生（英语：Footballer of the Year in Russia (Sport-Express)）：艾沙雲

## 備註
1. ↑  聯賽冠軍原本由祖雲達斯奪得，不過賽後因假波案褫奪冠軍資格，由亞軍國際米蘭取代。